# Biến đổi Z
Trong toán học và xử lý tín hiệu, biến đổi Z chuyển đổi một tín hiệu thời gian rời rạc, là một chuỗi số thực hoặc số phức, thành một đại diện trong miền tần số phức.
Nó có thể được coi là một tương đương thời gian rời rạc của biến đổi Laplace. Sự giống nhau này được khám phá trong lý thuyết giải tích theo trục thời gian.

## Lịch sử
Ý tưởng cơ bản hiện nay được biết đến như là biến đổi Z là nhờ công của Laplace, và được giới thiệu lại vào năm 1947 bởi W. Hurewicz như một cách dễ dàng làm để giải các phương trình vi phân tuyến tính, hệ số không đổi. Nó sau đó được gọi là "biến đổi z" bởi Ragazzini và Zadeh trong nhóm điều khiển dữ liệu lấy mẫu tại Đại học Columbia vào năm 1952.
Biến đổi z nâng cao hoặc cải tiến sau đó được phát triển và phổ biến bởi E. I. Jury.
Ý tưởng chứa bên trong phép biến đổi Z cũng được biết đến trong các tài liệu toán học như là phương pháp tạo hàm mà có thể truy trở lại sớm nhất là vào năm 1730 khi nó được giới thiệu bởi de Moivre trong sự kết hợp với lý thuyết xác suất. Từ quan điểm toán học phép biến đổi Z cũng có thể được xem như là một chuỗi Laurent nơi ta xem các dãy số được xem xét như là mở rộng (Laurent) của một hàm giải tích.

## Định nghĩa
Biến đổi Z, giống như nhiều biến đổi tích phân khác, có thể được định nghĩa là biến đổi một mặt hoặc hai mặt.

### Biến đổi Z song phương
Biến đổi Z song phương hoặc hai mặt của một tín hiệu thời gian rời rạc x[n] là chuỗi hàm mũ X(z) được định nghĩa bằng
{\displaystyle X(z)={\mathcal {Z}}\{x[n]\}=\sum _{n=-\infty }^{\infty }x[n]z^{-n}}
trong đó n là một số nguyên và z nói chung là một số phức:
{\displaystyle z=Ae^{j\phi }=A(\cos {\phi }+j\sin {\phi })\,}
Trong đó A là biên độ của z, j là đơn vị ảo, và ɸ là argument phức (cũng được gọi là góc hoặc pha) theo radian.

### Biến đổi Z đơn phương
Ngoài ra, trong trường hợp x[n] được xác định chỉ với n ≥ 0, biến đổi Z một mặt hoặc đơn phương được định nghĩa là
{\displaystyle X(z)={\mathcal {Z}}\{x[n]\}=\sum _{n=0}^{\infty }x[n]z^{-n}.}
Trong xử lý tín hiệu, định nghĩa này có thể được sử dụng để đánh giá biến đổi Z-của các đáp ứng xung đơn vị của một hệ thống nhân quả thời gian rời rạc.
Một ví dụ quan trọng của biến đổi z đơn phương là hàm tạo xác suất, trong đó thành phần x[n] là xác suất mà một biến ngẫu nhiên rời rạc có giá trị n, và hàm X(z) thường được viết là X(s), với s = z−1. Các tính chất của biến đôi Z (dưới đây) có cách diễn giải rất hữu ích trong bối cảnh của lý thuyết xác suất.

### Định nghĩa địa vật lý
Trong địa vật lý, định nghĩa thông thường cho biến đổi Z là một chuỗi hàm mũ của z trái ngược với z−1. Qui ước này được sử dụng, ví dụ, bởi Robinson và Treitel và bởi Kanasewich.  Định nghĩa địa vật lý là:
Hai định nghĩa này là tương đương; Tuy nhiên, sự khác biệt kết quả có một số thay đổi. Ví dụ, với vị trí của Zero và cực di chuyển từ bên trong vòng tròn đơn vị sử dụng một định nghĩa, tới bên ngoài vòng tròn đơn vị sử dụng định nghĩa khác.
Do đó, cần phải chú ý định nghĩa nào đang được sử dụng bởi một tác giả cụ thể.

## Biến đổi Z nghịch đảo
Biến đổi Z nghịch đảo là
trong đó C là một đường bao kín ngược chiều kim đồng hồ bao xung quanh điểm gốc và toàn bộ vùng hội tụ (ROC). Trong trường hợp ROC là nhân quả (xem ví dụ 2), điều này có nghĩa là đường C phải bao vây tất cả các cực của X(z).
Một trường hợp đặc biệt, tích phân đường viền này xảy ra khi C là vòng tròn đơn vị (và có thể được sử dụng khi ROC bao gồm vòng tròn đơn vị, điều này sẽ luôn luôn được đảm bảo khi X(z) ổn định, tức là tất cả các cực nằm trong vòng tròn đơn vị). Biến đổi Z nghịch đảo đơn giản hoá đến biến đổi Fourier thời gian rời rạc nghịch đảo:
Biến đổi Z với một phạm vi hữu hạn của n và một số hữu hạn các giá trị z cách đều nhau có thể được tính toán hiệu quả thông qua thuật toán FFT của Bluestein. Biến đổi Fourier thời gian rời rạc (DTFT)-Đừng nhầm lẫn với biến đổi Fourier rời rạc (DFT)-là một trường hợp đặc biệt của một biến đổi Z như vậy thu được bằng cách giới hạn z nằm trên hình tròn đơn vị.

## Vùng hội tụ
Vùng hội tụ (ROC) là tập hợp các điểm trong mặt phẳng phức mà biến đổi Z tổng hội tụ.

### Ví dụ 1 (không có ROC)
Cho x[n] = (0.5)n. Mở rộng x[n] trên khoảng (−∞, ∞), ta có
Nhìn vào tổng
Do đó, không có giá trị nào của z đáp ứng được điều kiện này.

### Ví dụ 2 (ROC nhân quả)

0.5 được thể hiện bằng vòng tròn đen đứt đoạn

Cho {\displaystyle x[n]=0.5^{n}u[n]\ } (trong đó u là hàm bước Heaviside). Triển khai x[n] trong khoảng (−∞, ∞) nó sẽ thành
Nhìn vào tổng
Phương trình cuối phát sinh từ chuỗi hình học vô hạn và sự phương trình đó chỉ giữ được nếu |0.5z−1| < 1, có thể được viết lại theo z với |z| > 0.5. Do đó, ROC là |z| > 0.5.Trong trường hợp ROC là mặt phẳng phức với một dĩa có bán kính 0.5 tại gốc đâm.

### Ví dụ 3 (ROC phi nhân quả)

0.5 được thể hiện bằng vòng tròn màu đen đứt đoạn

Cho {\displaystyle x[n]=-(0.5)^{n}u[-n-1]\ } (trong đó u là hàm bước Heaviside). Triển khai x[n] trong khoảng (−∞, ∞) nó trở thành
Nhìn vào tổng
Sử dụng chuỗi hình học vô tận, một lần nữa, cân bằng chỉ được giữ nếu |0.5−1z| < 1, điều này có thể viết lại theo z khi |z| < 0.5. Do đó, ROC là |z| < 0.5. Trong trường hợp này ROC là một dĩa hội tụ tại gốc và có bán kính là 0.5.
Những gì phân biệt ví dụ này với ví dụ trước đó chỉ  là ROC. Điều này cố ý để chứng minh rằng kết quả biến đổi một mình nó là không đủ.

### Kết luận từ các ví dụ
Ví dụ 2 & 3 chứng minh rõ ràng rằng biến đổi Z X(z) của x[n] là duy nhất khi và chỉ khi xác định ROC. Tạo ra biểu đồ cực-zero cho các trường hợp quan hệ nhân quả và phi nhân quả Hiển chỉ ra rằng ROC cho cả hai trường hợp không bao gồm cực tại 0.5. Điều này mở rộng cho các trường hợp có nhiều cực: ROC sẽ không bao giờ chứa các cực.
Trong ví dụ 2, hệ thống nhân quả đạt được một ROC bao gồm |z| = ∞ trong khi hệ thống phi nhân quả trong ví dụ 3 đạt được một ROC bao gồm |z| = 0.

< 0.75

Trong các hệ thống với nhiều cực, hoàn toàn có thể có một ROC mà bao gồm hoặc không  |z| = ∞ hoặc không  |z| = 0. ROC này tạo một dãi tròn. Ví dụ,
có các cực tại 0.5  và 0.75. ROC của nó sẽ là 0.5 < |z| < 0.75, không bao gồm cả điểm gốc và vô cùng. Một hệ thống như vậy được gọi là hệ thống nhân quả hỗn hợp vì nó chứa một cặp nhân quả (0.5)nu[n] và một cặp phi nhân quả −(0.75)nu[−n−1].
Sự ổn định của một hệ thống cũng có thể được xác định một mình ROC. Nếu ROC có vòng tròn đơn vị (tức là, |z| = 1) thì hệ thống là ổn định. Trong các hệ thống trên hệ thống quan hệ nhân quả (ví dụ 2) là ổn định vì |z| > 0,5 có chứa vòng tròn đơn vị.
Nếu bạn đang cung cấp một biến đổi Z của một hệ thống mà không có một ROC (tức là, một x[n] không xác định) bạn có thể xác định một x[n] duy nhất cung cấp cho bạn điều muốn biết sau đây:
- Tính ổn định
- Tính nhân quả

Nếu bạn cần sự ổn định thì ROC phải chứa vòng tròn đơn vị. Nếu bạn cần một hệ thống nhân quả thì ROC phải chứa vô tận và hàm hệ thống sẽ là một dãy bên phải. Nếu bạn cần một hệ thống phi nhân quả thì ROC phải chứa điểm gốc và hàm hệ thống sẽ là một dãy bên trái. Nếu bạn cần cả hai, sự ổn định và quan hệ nhân quả, tất cả các cực của hàm hệ thống phải được nằm bên trong vòng tròn đơn vị.
x[n] duy nhất sau đó có thể tìm thấy.

## Các tính chất
ROC2
Tương quan chéo
| Miền thời gian                                         | Biến đổi Z                                                                             | Ví dụ | ROC |                                                               |
| ------------------------------------------------------ | -------------------------------------------------------------------------------------- | --- | --- | ------------------------------------------------------------- |
| Chú giải                                               | {\displaystyle x[n]={\mathcal {Z}}^{-1}\{X(z)\}}                                       | {\displaystyle X(z)={\mathcal {Z}}\{x[n]\}}                                                                    | |                                                               |
| Tuyến tính                                             | {\displaystyle a_{1}x_{1}[n]+a_{2}x_{2}[n]}                                            | {\displaystyle a_{1}X_{1}(z)+a_{2}X_{2}(z)}                                                                    | {\displaystyle {\begin{aligned}X(z)&=\sum _{n=-\infty }^{\infty }(a_{1}x_{1}(n)+a_{2}x_{2}(n))z^{-n}\\&=a_{1}\sum _{n=-\infty }^{\infty }x_{1}(n)z^{-n}+a_{2}\sum _{n=-\infty }^{\infty }x_{2}(n)z^{-n}\\&=a_{1}X_{1}(z)+a_{2}X_{2}(z)\end{aligned}}} | Contains ROC1 ∩ ROC2                                          |
| Thời gian mở rộng                                      | {\displaystyle x_{K}[n]={\begin{cases}x[r],&n=rK\\0,&n\not =rK\end{cases}}} r: integer | {\displaystyle X(z^{K})}                                                                                       | {\displaystyle {\begin{aligned}X_{K}(z)&=\sum _{n=-\infty }^{\infty }x_{K}(n)z^{-n}\\&=\sum _{r=-\infty }^{\infty }x(r)z^{-rK}\\&=\sum _{r=-\infty }^{\infty }x(r)(z^{K})^{-r}\\&=X(z^{K})\end{aligned}}} | {\displaystyle R^{\frac {1}{K}}}                              |
| Decimation                                             | {\displaystyle x[nK]}                                                                  | {\displaystyle {\frac {1}{K}}\sum _{p=0}^{K-1}X\left(z^{\tfrac {1}{K}}\cdot e^{-i{\tfrac {2\pi }{K}}p}\right)} | ohio-state.edu or ee.ic.ac.uk |                                                               |
| Chuyển dịch thời gian                                  | {\displaystyle x[n-k]}                                                                 | {\displaystyle z^{-k}X(z)}                                                                                     | {\displaystyle {\begin{aligned}Z\{x[n-k]\}&=\sum _{n=0}^{\infty }x[n-k]z^{-n}\\&=\sum _{j=-k}^{\infty }x[j]z^{-(j+k)}&&j=n-k\\&=\sum _{j=-k}^{\infty }x[j]z^{-j}z^{-k}\\&=z^{-k}\sum _{j=-k}^{\infty }x[j]z^{-j}\\&=z^{-k}\sum _{j=0}^{\infty }x[j]z^{-j}&&x[\beta ]=0,\beta <0\\&=z^{-k}X(z)\end{aligned}}} | ROC, except z = 0 if k > 0 and z = ∞ if k < 0                 |
| Scaling in the z-domain                                | {\displaystyle a^{n}x[n]}                                                              | {\displaystyle X(a^{-1}z)}                                                                                     | {\displaystyle {\begin{aligned}{\mathcal {Z}}\left\{a^{n}x[n]\right\}&=\sum _{n=-\infty }^{\infty }a^{n}x(n)z^{-n}\\&=\sum _{n=-\infty }^{\infty }x(n)(a^{-1}z)^{-n}\\&=X(a^{-1}z)\end{aligned}}} | {\displaystyle \|a\|r_{2}<\|z\|<\|a\|r_{1}}                   |
| Đảo thời gian                                          | {\displaystyle x[-n]}                                                                  | {\displaystyle X(z^{-1})}                                                                                      | {\displaystyle {\begin{aligned}{\mathcal {Z}}\{x(-n)\}&=\sum _{n=-\infty }^{\infty }x(-n)z^{-n}\\&=\sum _{m=-\infty }^{\infty }x(m)z^{m}\\&=\sum _{m=-\infty }^{\infty }x(m){(z^{-1})}^{-m}\\&=X(z^{-1})\\\end{aligned}}} | {\displaystyle {\tfrac {1}{r_{1}}}<\|z\|<{\tfrac {1}{r_{2}}}} |
| Liên hợp phức                                          | {\displaystyle x^{*}[n]}                                                               | {\displaystyle X^{*}(z^{*})}                                                                                   | {\displaystyle {\begin{aligned}{\mathcal {Z}}\{x^{*}(n)\}&=\sum _{n=-\infty }^{\infty }x^{*}(n)z^{-n}\\&=\sum _{n=-\infty }^{\infty }\left[x(n)(z^{*})^{-n}\right]^{*}\\&=\left[\sum _{n=-\infty }^{\infty }x(n)(z^{*})^{-n}\right]^{*}\\&=X^{*}(z^{*})\end{aligned}}} |                                                               |
| Phần thực                                              | {\displaystyle \operatorname {Re} \{x[n]\}}                                            | {\displaystyle {\tfrac {1}{2}}\left[X(z)+X^{*}(z^{*})\right]}                                                  | |                                                               |
| Phần ảo                                                | {\displaystyle \operatorname {Im} \{x[n]\}}                                            | {\displaystyle {\tfrac {1}{2j}}\left[X(z)-X^{*}(z^{*})\right]}                                                 | |                                                               |
| Vi phân                                                | {\displaystyle nx[n]}                                                                  | {\displaystyle -z{\frac {dX(z)}{dz}}}                                                                          | {\displaystyle {\begin{aligned}{\mathcal {Z}}\{nx(n)\}&=\sum _{n=-\infty }^{\infty }nx(n)z^{-n}\\&=z\sum _{n=-\infty }^{\infty }nx(n)z^{-n-1}\\&=-z\sum _{n=-\infty }^{\infty }x(n)(-nz^{-n-1})\\&=-z\sum _{n=-\infty }^{\infty }x(n){\frac {d}{dz}}(z^{-n})\\&=-z{\frac {dX(z)}{dz}}\end{aligned}}} |                                                               |
| Tích chập                                              | {\displaystyle x_{1}[n]*x_{2}[n]}                                                      | {\displaystyle X_{1}(z)X_{2}(z)}                                                                               | {\displaystyle {\begin{aligned}{\mathcal {Z}}\{x_{1}(n)*x_{2}(n)\}&={\mathcal {Z}}\left\{\sum _{l=-\infty }^{\infty }x_{1}(l)x_{2}(n-l)\right\}\\&=\sum _{n=-\infty }^{\infty }\left[\sum _{l=-\infty }^{\infty }x_{1}(l)x_{2}(n-l)\right]z^{-n}\\&=\sum _{l=-\infty }^{\infty }x_{1}(l)\left[\sum _{n=-\infty }^{\infty }x_{2}(n-l)z^{-n}\right]\\&=\left[\sum _{l=-\infty }^{\infty }x_{1}(l)z^{-l}\right]\!\!\left[\sum _{n=-\infty }^{\infty }x_{2}(n)z^{-n}\right]\\&=X_{1}(z)X_{2}(z)\end{aligned}}} | Contains ROC1 ∩                                               |
| {\displaystyle r_{x_{1},x_{2}}=x_{1}^{*}[-n]*x_{2}[n]} | {\displaystyle R_{x_{1},x_{2}}(z)=X_{1}^{*}({\tfrac {1}{z^{*}}})X_{2}(z)}              | Contains the intersection of ROC of {\displaystyle X_{1}({\tfrac {1}{z^{*}}})} and {\displaystyle X_{2}(z)}    | |                                                               |
| Vi phân bậc một                                        | {\displaystyle x[n]-x[n-1]}                                                            | {\displaystyle (1-z^{-1})X(z)}                                                                                 | | Contains the intersection of ROC of X1(z) and z ≠ 0           |
| Tích lũy                                               |                                                                                        | | |                                                               |
| Tích                                                   | {\displaystyle x_{1}[n]x_{2}[n]}                                                       | {\displaystyle {\frac {1}{j2\pi }}\oint _{C}X_{1}(v)X_{2}({\tfrac {z}{v}})v^{-1}\mathrm {d} v}                 | At least {\displaystyle r_{1l}r_{2l}<\|z\|<r_{1u}r_{2u}} \|- |                                                               |

Định lý Parseval
Định lý giá trị ban đầu: nếu x[n] là quan hệ nhân quả (nghĩa là x(n)=0 với mọi n<0), thì: {\displaystyle x(0)=\lim _{z\to \infty }X(z)}
Định lý giá trị cuối cùng: nếu các cực của (z−1)X(z) ở trong vòng tròn đơn vị, thì: {\displaystyle \lim _{n\to \infty }x(n)=\lim _{z\to 1}{\Bigr [}(z-1)\cdot X(z){\Bigr ]}}

## Bảng các cặp biến đổi Z phổ biến
Ở đây:
là hàm bước đơn vị (hoặc Heaviside) và
là hàm xung đơn vị thời gian rời rạc (hoặc Dirac delta). Cả hai hàm trên thường không được coi là hàm thực sự mà chỉ là phân phối do gián đoạn của chúng (giá trị của chúng trên n = 0 thường không có vấn đề gì, trừ khi làm việc trong thời gian rời rạc, trong trường hợp đó chúng trở thành các chuỗi rời rạc suy biến; trong phần này chúng được chọn để có giá trị bằng 1 tại n = 0, vừa trong miền thời gian liên tục và vừa trong miền thời gian rời rạc, nếu không nội dung của cột ROC dưới đây sẽ không được áp dụng). Hai "hàm" này được lựa chọn với nhau để hàm bước đơn vị là tích phân của hàm xung đơn vị (trong miền thời gian liên tục), hoặc tổng của hàm xung đơn vị là hàm bước đơn vị (trong miền thời gian rời rạc), do đó sự lựa chọn này làm cho giá trị của chúng trên n = 0  ở đây cố định bằng 1.
|    | Tín hiệu, {\displaystyle x[n]}                                                              | Biến đổi Z, {\displaystyle X(z)}                                                       | ROC                                  |
| -- | ------------------------------------------------------------------------------------------- | -------------------------------------------------------------------------------------- | ------------------------------------ |
| 1  | {\displaystyle \delta [n]}                                                                  | 1                                                                                      | all z                                |
| 2  | {\displaystyle \delta [n-n_{0}]}                                                            | {\displaystyle z^{-n_{0}}}                                                             | {\displaystyle z\neq 0}              |
| 3  | {\displaystyle u[n]\,}                                                                      | {\displaystyle {\frac {1}{1-z^{-1}}}}                                                  | {\displaystyle \|z\|>1}              |
| 4  | {\displaystyle e^{-\alpha n}u[n]}                                                           | {\displaystyle 1 \over 1-e^{-\alpha }z^{-1}}                                           | {\displaystyle \|z\|>e^{-\alpha }\,} |
| 5  | {\displaystyle -u[-n-1]}                                                                    | {\displaystyle {\frac {1}{1-z^{-1}}}}                                                  | \|z\| < 1                            |
| 6  | {\displaystyle nu[n]}                                                                       | {\displaystyle {\frac {z^{-1}}{(1-z^{-1})^{2}}}}                                       | {\displaystyle \|z\|>1}              |
| 7  | {\displaystyle -nu[-n-1]\,}                                                                 | {\displaystyle {\frac {z^{-1}}{(1-z^{-1})^{2}}}}                                       |                                      |
| 8  | {\displaystyle n^{2}u[n]}                                                                   | {\displaystyle {\frac {z^{-1}(1+z^{-1})}{(1-z^{-1})^{3}}}}                             | {\displaystyle \|z\|>1\,}            |
| 9  | {\displaystyle -n^{2}u[-n-1]\,}                                                             | {\displaystyle {\frac {z^{-1}(1+z^{-1})}{(1-z^{-1})^{3}}}}                             | {\displaystyle \|z\|<1\,}            |
| 10 | {\displaystyle n^{3}u[n]}                                                                   | {\displaystyle {\frac {z^{-1}(1+4z^{-1}+z^{-2})}{(1-z^{-1})^{4}}}}                     | {\displaystyle \|z\|>1\,}            |
| 11 | {\displaystyle -n^{3}u[-n-1]}                                                               | {\displaystyle {\frac {z^{-1}(1+4z^{-1}+z^{-2})}{(1-z^{-1})^{4}}}}                     | {\displaystyle \|z\|<1\,}            |
| 12 | {\displaystyle a^{n}u[n]}                                                                   | {\displaystyle {\frac {1}{1-az^{-1}}}}                                                 |                                      |
| 13 | {\displaystyle -a^{n}u[-n-1]}                                                               | {\displaystyle {\frac {1}{1-az^{-1}}}}                                                 |                                      |
| 14 | {\displaystyle na^{n}u[n]}                                                                  | {\displaystyle {\frac {az^{-1}}{(1-az^{-1})^{2}}}}                                     | {\displaystyle \|z\|>\|a\|}          |
| 15 | {\displaystyle -na^{n}u[-n-1]}                                                              | {\displaystyle {\frac {az^{-1}}{(1-az^{-1})^{2}}}}                                     |                                      |
| 16 | {\displaystyle n^{2}a^{n}u[n]}                                                              | {\displaystyle {\frac {az^{-1}(1+az^{-1})}{(1-az^{-1})^{3}}}}                          | {\displaystyle \|z\|>\|a\|}          |
| 17 | {\displaystyle -n^{2}a^{n}u[-n-1]}                                                          | {\displaystyle {\frac {az^{-1}(1+az^{-1})}{(1-az^{-1})^{3}}}}                          | {\displaystyle \|z\|<\|a\|}          |
| 18 | {\displaystyle \cos(\omega _{0}n)u[n]}                                                      | {\displaystyle {\frac {1-z^{-1}\cos(\omega _{0})}{1-2z^{-1}\cos(\omega _{0})+z^{-2}}}} |                                      |
| 19 | {\displaystyle \sin(\omega _{0}n)u[n]}                                                      | {\displaystyle {\frac {z^{-1}\sin(\omega _{0})}{1-2z^{-1}\cos(\omega _{0})+z^{-2}}}}   |                                      |
| 20 |                                                                                             |                                                                                        |                                      |
| 21 | {\displaystyle {\frac {az^{-1}\sin(\omega _{0})}{1-2az^{-1}\cos(\omega _{0})+a^{2}z^{-2}}}} |                                                                                        |                                      |

### Quan hệ với chuỗi Fourier và biến đổi Fourier
Đối với các giá trị của z trong vùng |z|=1, được gọi là vòng tròn đơn vị, chúng ta có thể mô tả hàm truyền này là hàm của một biến đơn, thực, ω, bằng cách định nghĩa  z=ejω.  Và biến đổi song tuyến tính suy giảm thành chuỗi Fourier:
Còn được gọi làbiến đổi Fourier thời gian rời rạc (DTFT) của dãy  x[n]. Hàm có chu kỳ 2π tổng điều hòa của một biến đổi Fourier, khiến cho nó thành một công cụ phân tích được sử dụng rộng rãi. Để hiểu điều này, ta gọi X(f) là biến đổi Fourier của hàm bất kỳ, x(t), các mẫu được lấy của hàm này tại một số khoảng thời gian, T, bằng dãy x[n]. Thì DTFT của chuỗi x[n] có thể được viết dưới dạng:
Trong đó T có đơn vị là giây, {\displaystyle \scriptstyle f} có đơn vị là  hertz. So sánh hai chuỗi này ta nhận ra rằng {\displaystyle \scriptstyle \omega =2\pi fT}  làtần số góc có đơn vị là radian/s. Giá trị ω=2π tương ứng với {\displaystyle \scriptstyle f={\frac {1}{T}}} Hz.  Ta cũng có {\displaystyle \scriptstyle f={\frac {\omega }{2\pi T}},}  phương trình 1 cũng có thể được biểu diễn dưới dạng biến đổi Fourier, X(•):
Khi chuỗi x(nT) thể hiện đáp ứng xung của một hệ thống LTI, những hàm này cũng được gọi là đáp ứng tần số. Khi chuỗi x(nT) tuần hoàn, DTFT của nó là phân kỳ tại một hoặc nhiều tần số điều hòa, và zero ở tất cả các tần số khác. Điều này thường được biểu diễn bằng cách sử dụng hàm biến thể biên độ delta Dirac tại các tần số điều hòa. Do tính tuần hoàn, chỉ có là một số hữu hạn các biên độ duy nhất, dễ dàng tính bởi biến đổi Fourier rời rạc (DFT) đơn giản hơn nhiều.  (Xem DTFT; dữ liệu có tính chu kỳ.)

## Quan hệ với biến đổi Laplace

### Biến đổi song tuyến tính
Biến đổi song tuyến tính có thể được sử dụng để chuyển đổi các bộ lọc thời gian liên tục (thể hiện trong miền Laplace) thành các bộ lọc thời gian rời rạc (thể hiện trong miền Z), và ngược lại. Ta sử dụng phép thay thế sau:
để chuyển đổi hàm {\displaystyle H(s)} trong miền Laplace thành hàm {\displaystyle H(z)} trong miền Z (biến đổi Tustin), hoặc
từ miền Z đến miền Laplace. Thông qua biến đổi song tuyến tính, mặt phẳng phức s (của biến đổi Laplace) được ánh xạ đến mặt phẳng phức z (của biến đổi z). Trong khi ánh xạ này là (nhất thiết) phi tuyến, nó rất hữu ích trong việc ánh xạ toàn bộ trục jΩ của mặt phẳng s vào vòng tròn đơn vị trong mặt phẳng z. Như vậy, biến đổi Fourier (là biến đổi Laplace tương ứng trên trục jΩ) trở thành biến đổi Fourier thời gian rời rạc. Điều này giả định rằng biến đổi Fourier có tồn tại; tức là, trục jΩ nằm trong khu vực sự hội tụ của biến đổi Laplace.

### Biến đổi sao
Cho một biến đổi Z một mặt, X(z), của một hàm lấy mẫu theo thời gian, biến đổi sao tương ứng tạo ra một biến đổi Laplace và khôi phục lại việc phụ thuộc vào tham số lấy mẫu, T:
Biến đổi Laplace nghịc đảo này là một định nghĩa toán học được biết đến như là một hàm xung lấy mẫu.

## Phương trình vi phântuyến tính hệ số liên tục
Phương trình vi phân tuyến tính hệ số liên tục (LCCD) là một biểu diễn cho một hệ thống tuyến tính dựa trên phương trình trung bình động tự hồi qui.
Cả hai phía của phương trình trên có thể được chia bởi α0, nếu không bằng không, ta sẽ chuẩn hóa α0 = 1 và phương trình LCCD trên có thể viết lại
Phương trình LCCD viết ở dạng này sẽ thuận tiện cho việc làm rõ là đầu ra "hiện tại" y[n] là một hàm của các đầu ra quá khứ y[n−p], đầu vào hiện tại x[n], và các đầu vào quá khứ x[n−q].

### Hàm truyền
Thực hiện biến đổi Z của phương trình nói trên (sử dụng các định lý tuyến tính và dịch chuyển thời gian) ta được

### Zero và cực
Từ định lý cơ bản của đại số  tử số có M nghiệm (tương ứng với Zero của H) và mẫu số có N nghiệm (tương ứng với cực). Viết lại hàm truyền theo cực và Zero ta có
trong đó qk là zero thứ k và pk là cực thứ k. Các zero và cực thường là số phức và khi vẽ trên mặt phẳng phức (mặt phẳng z) nó được gọi là biểu đồ cực-zero.
Ngoài ra, cũng có thể tồn tại các cực và zero tại z = 0 và z = ∞. Nếu ta xem xét những cực và zero này như là các cực và zero đa bậc, số lượng zero và cực này luôn luôn bằng nhau.
Bằng cách phân tích thành thừa số của mẫu số, việc phân giải phân thức đơn giản có thể được sử dụng, mà sau đó có thể được chuyển lại về miền thời gian. Làm như vậy sẽ cho kết quả là đáp ứng xung và phương trình vi phân tuyến tính hệ số liên tục của hệ thống.

### Đáp ứng đầu ra
Nếu một hệ thống H(z) được điều khiển bởi một tín hiệu X(z) thì đầu ra là Y(z) = H(z)X(z). Bằng cách biểu diễn việc phân giải phân thức đơn giản vào Y(z) và sau đó lấy biến đổi Z ngược, đầu ra y[n] có thể được tìm ra. Trong thực tế, thường rất hữu ích để phân giải đơn thức {\displaystyle {\frac {Y(z)}{z}}} trước khi nhân lượng đó bởi z để tạo nên công thức của Y(z) trong đó có các phân thức dễ dàng tính toán biến đổi Z nghịch đảo.